# تيد ريتشاردسون
تيد ريتشاردسون (بالإنجليزية: Ted Richardson)‏ (4 يوليو 1902 في المملكة المتحدة - ) هو لاعب كرة قدم بريطاني في مركز الوسط. لعب مع برادفورد سيتي وشيفيلد وينزداي ونادي يورك سيتي ونيوكاسل يونايتد وهدرسفيلد تاون ونادي أشينغتون ‏ ونادي ساوث شيلدز ‏ وEasington Colliery A.F.C. ‏ وWhitburn F.C. ‏.